# 下京區
下京区（日语：／ Shimogyō ku */?）是京都市的11区之一，京都車站與京都塔位於此區。

## 人口
| 下京區人口變化 \| 1970年 \| 116,200人 \| \| \| 1975年 \| 99,779人 \| \| \| 1980年 \| 86,821人 \| \| \| 1985年 \| 78,744人 \| \| \| 1990年 \| 73,457人 \| \| \| 1995年 \| 70,662人 \| \| \| 2000年 \| 71,212人 \| \| \| 2005年 \| 75,437人 \| \| \| 2010年 \| 79,287人 \| \| \| 2015年 \| 82,668人 \| \| \| 2020年 \| 82,784人 \| \| |           |  |
| 資料來源：日本總務省統計中心提供之人口普查數據 |           |  |
| 1970年 | 116,200人 |  |
| 1975年 | 99,779人  |  |
| 1980年 | 86,821人  |  |
| 1985年 | 78,744人  |  |
| 1990年 | 73,457人  |  |
| 1995年 | 70,662人  |  |
| 2000年 | 71,212人  |  |
| 2005年 | 75,437人  |  |
| 2010年 | 79,287人  |  |
| 2015年 | 82,668人  |  |
| 2020年 | 82,784人  |  |

## 歷史
現在的下京區範圍在令制國時代分屬山城國葛野郡、愛宕郡及紀伊郡。在平安時代末期，京都的南側開始被稱為「下邊」，而後逐漸被改稱為「下京」，過去下京主要為商業街區。
1868年廢止江戶幕府後，隸屬於新設立的京都府；1879年京都府實施郡区町村編制法時，京都府下設置上京區和下京區，其中下京區的範圍為原本愛宕郡的坂廻、六波羅廻、建仁寺廻、靈山廻、大黑町、三條繩手寺屋敷、都市町、東橋詰町、五條河原田、五軒町、三條大橋東十五軒町、二町目、三町目、知恩院門前、五條下寺町、福田寺町、平居町、上生洲町、四條河原、五條河原、下京畑和葛野郡的三條新畑、來迎堂廻。
1889年日本實施市制，上京區和下京區合設為京都市，但上京區和下京區的行政區劃仍被保留。
1889年起至1931年期間，愛宕郡今熊野村、清閑寺村、葛野郡大內村、七條村、朱雀野村、紀伊郡柳原町、東九條村、上鳥羽村、吉祥院村陸續被併入京都市，並劃入下京區；1929年，下京區四条通以北地區與上京區丸太町通以南的區域被分出新設立為中京區，鴨川以東則畫出新設立為東山區。1955年，京都車站及東海道本線以南區域再被劃出，新設立南區。

## 設施

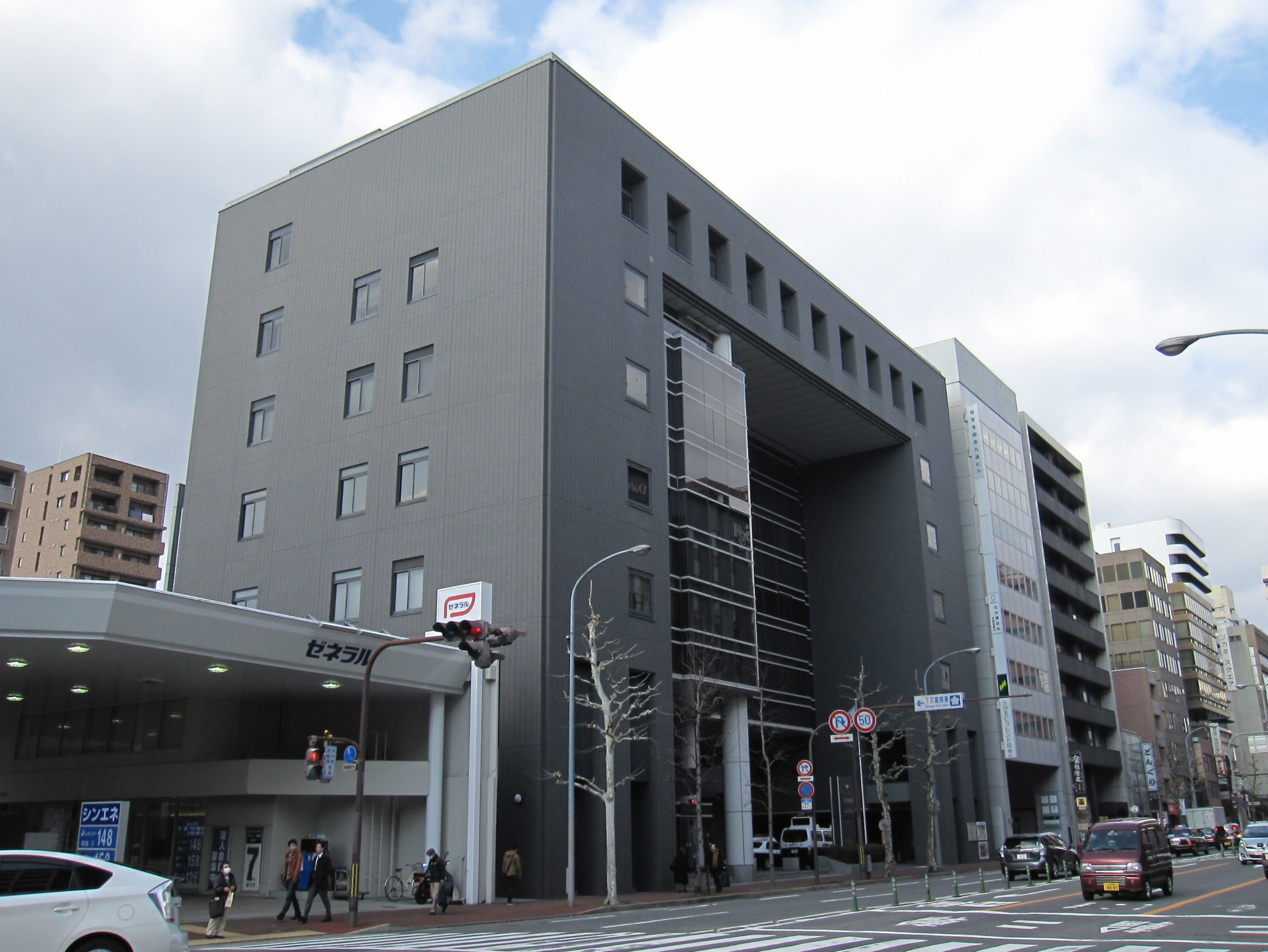
下京警察署
- 京都市下京消防署
- 武田醫院
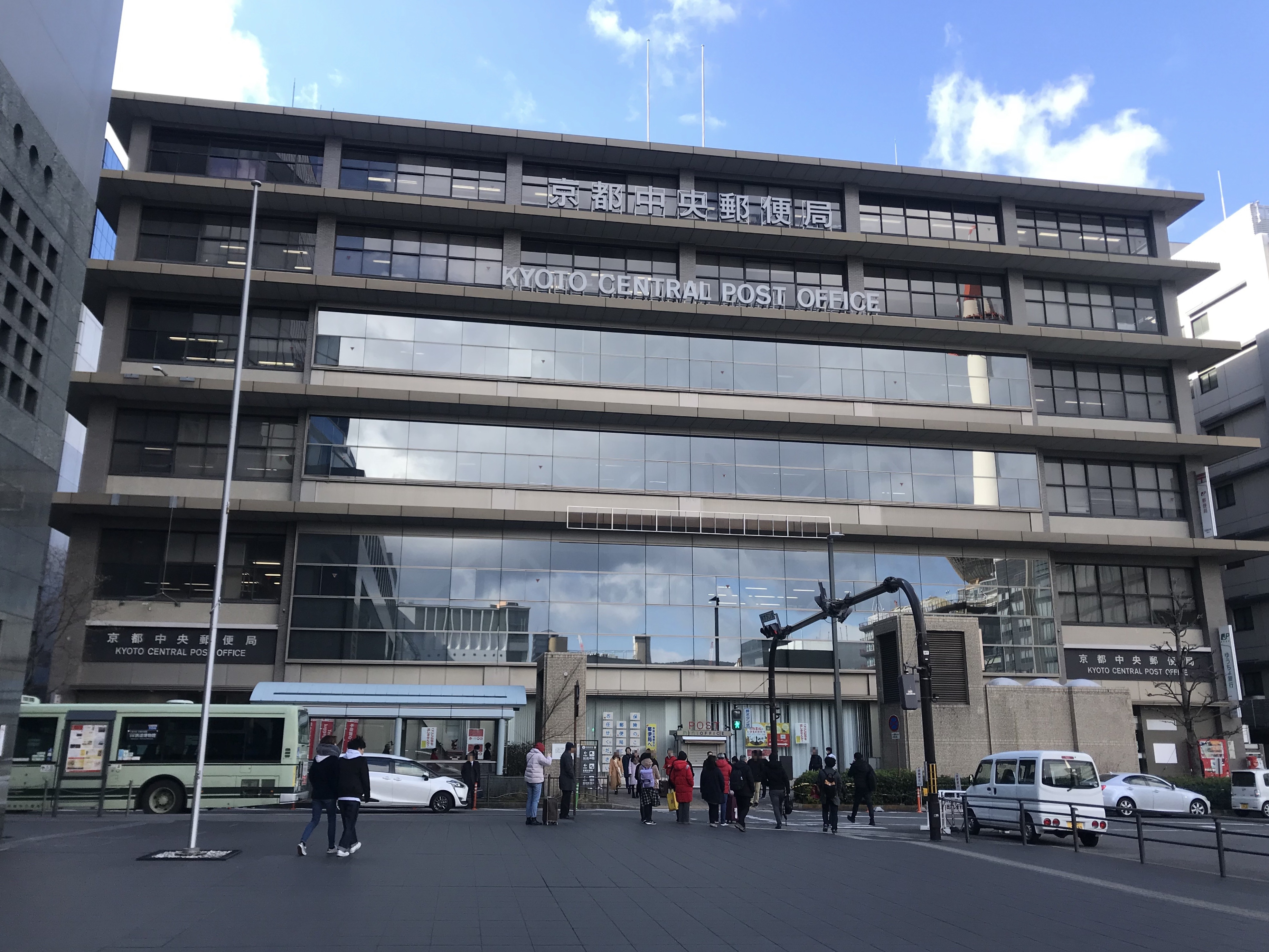
京都中央郵局
- 京都市下京圖書館

- 下京警察署
- 京都中央郵局

## 對外關係
名譽領事館
- 駐京都寮國名譽領事館
- 駐京都馬爾他名譽領事館

## 經濟

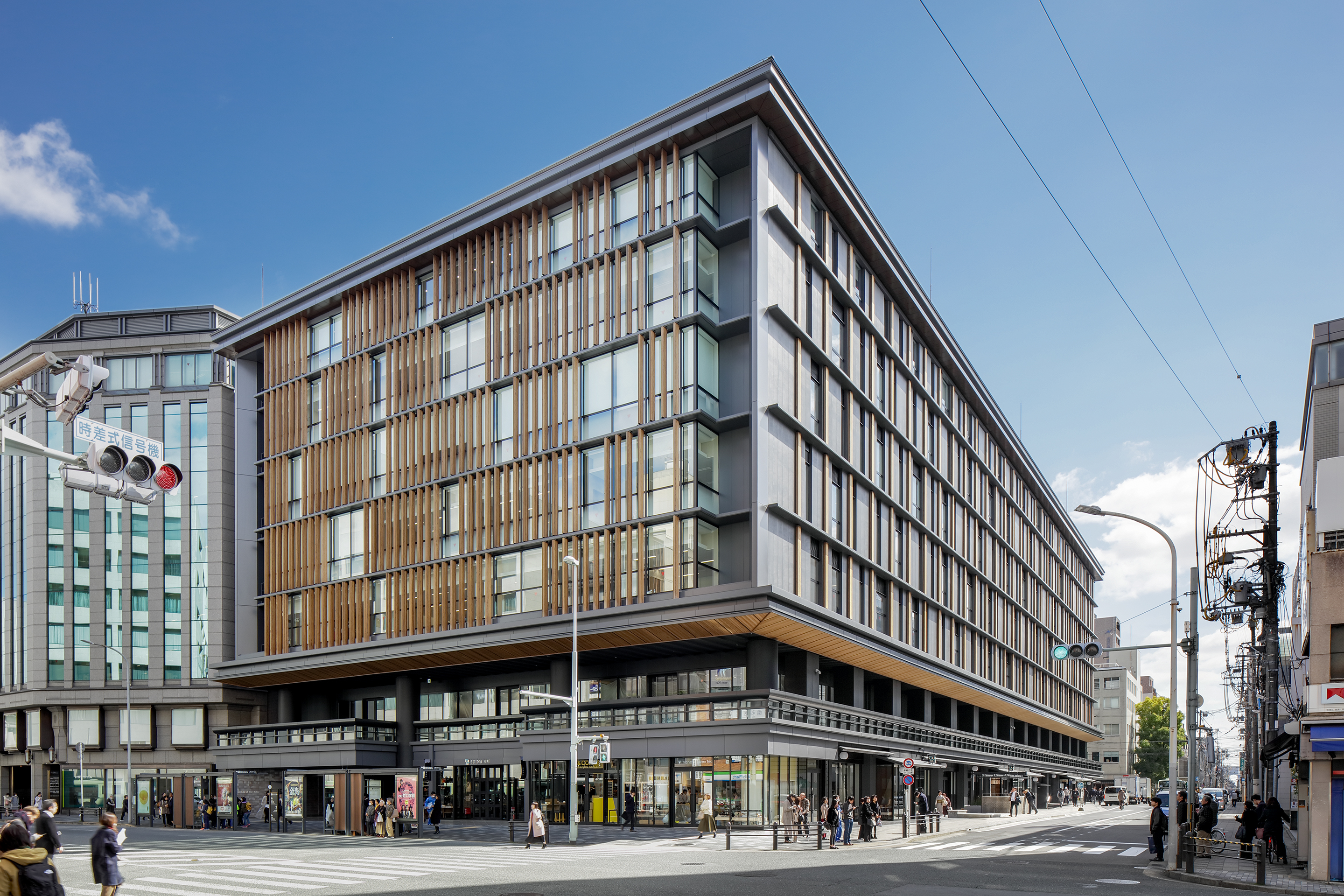
京都經濟中心
（京都商工會議所）

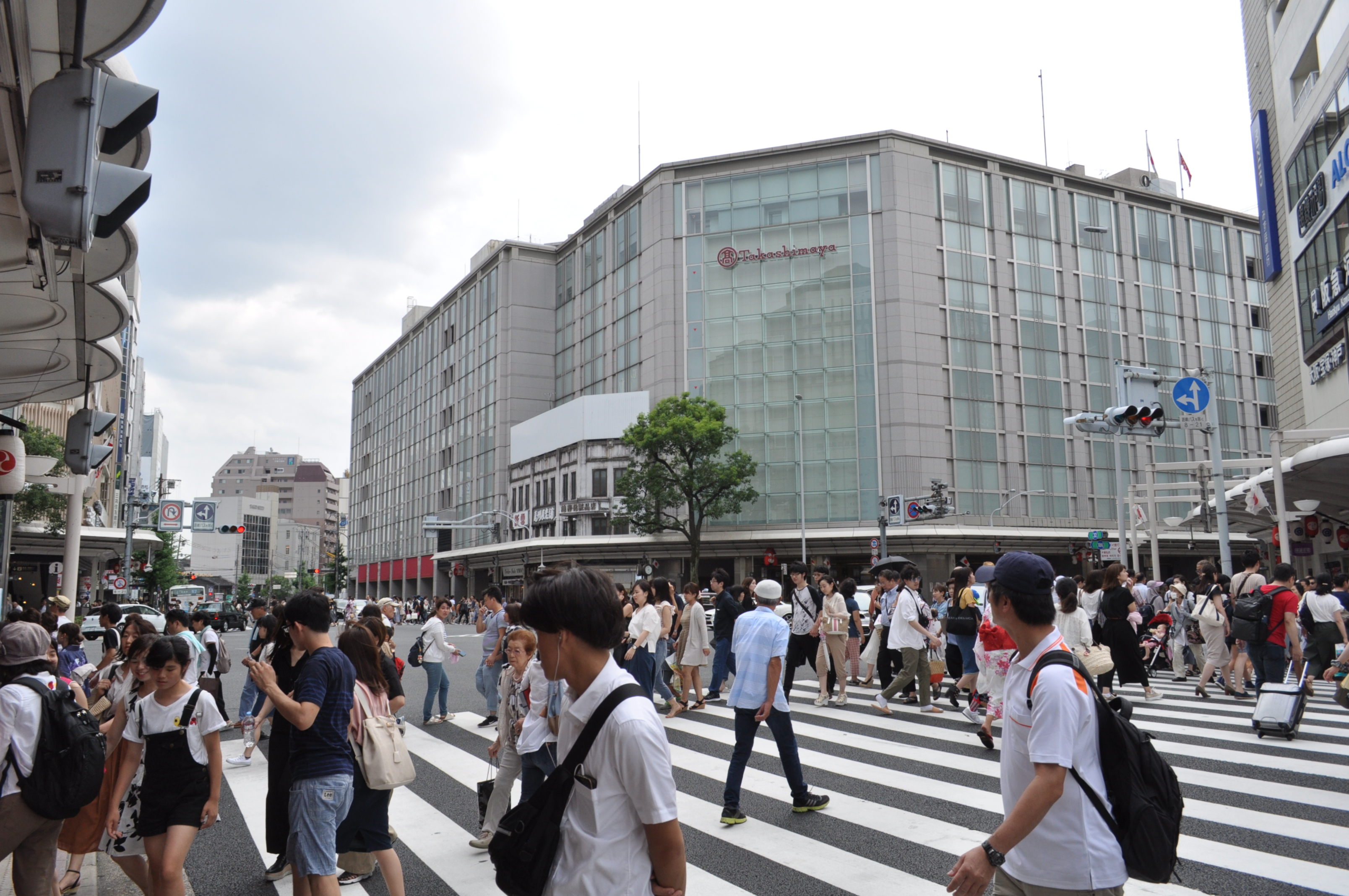
京都府下最大的繁華街
四条河原町

下京區為京都市的都心之一，有許多金融機關、企業總部或分公司進駐。

### 第一級產業
市場
- 京都市中央批發市場第一市場

### 第三級產業

#### 商業
地下街
- 京都站前地下街Porta
- Kotochika京都
- Kotochika四條

主要商業設施

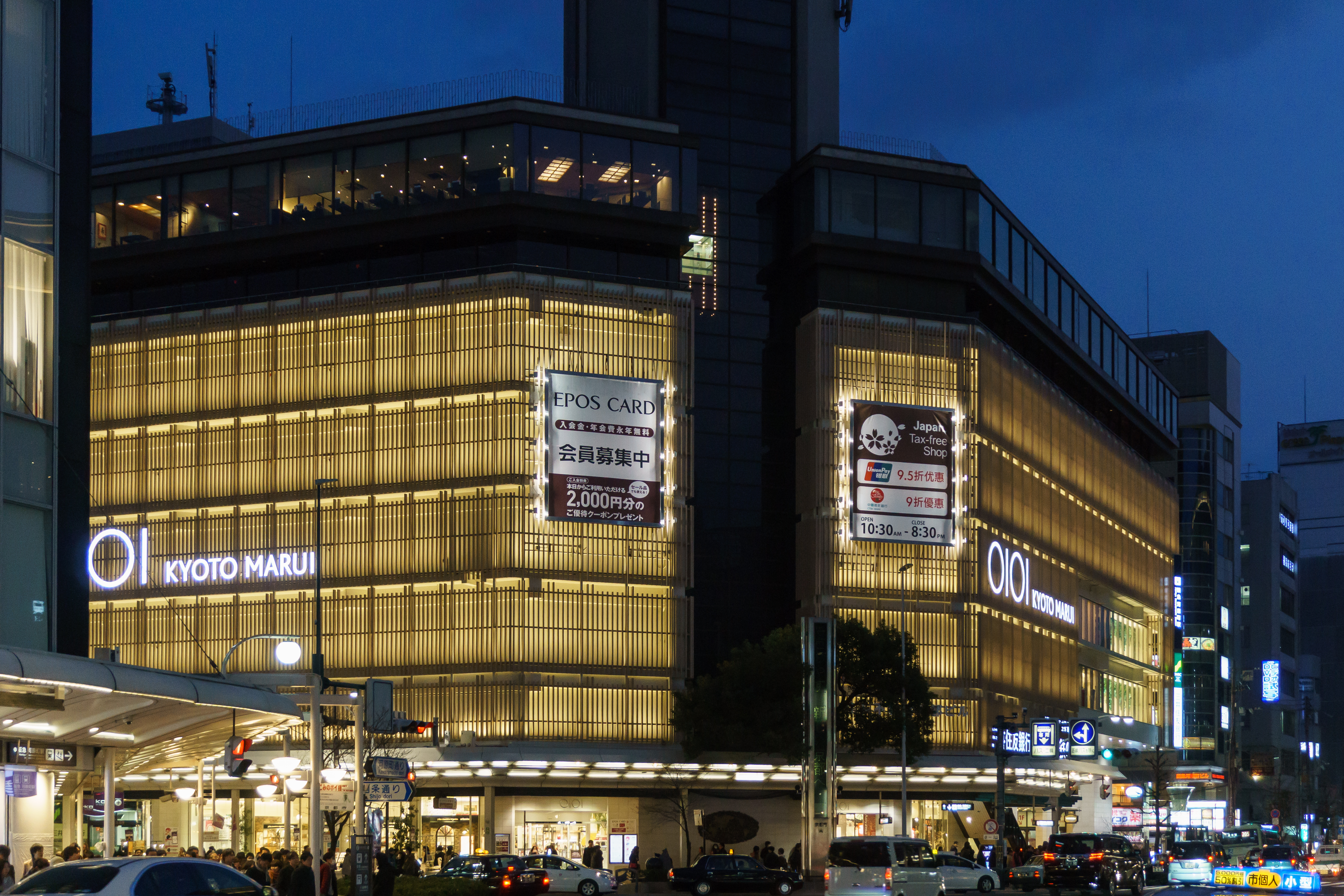
京都河原町花園商場
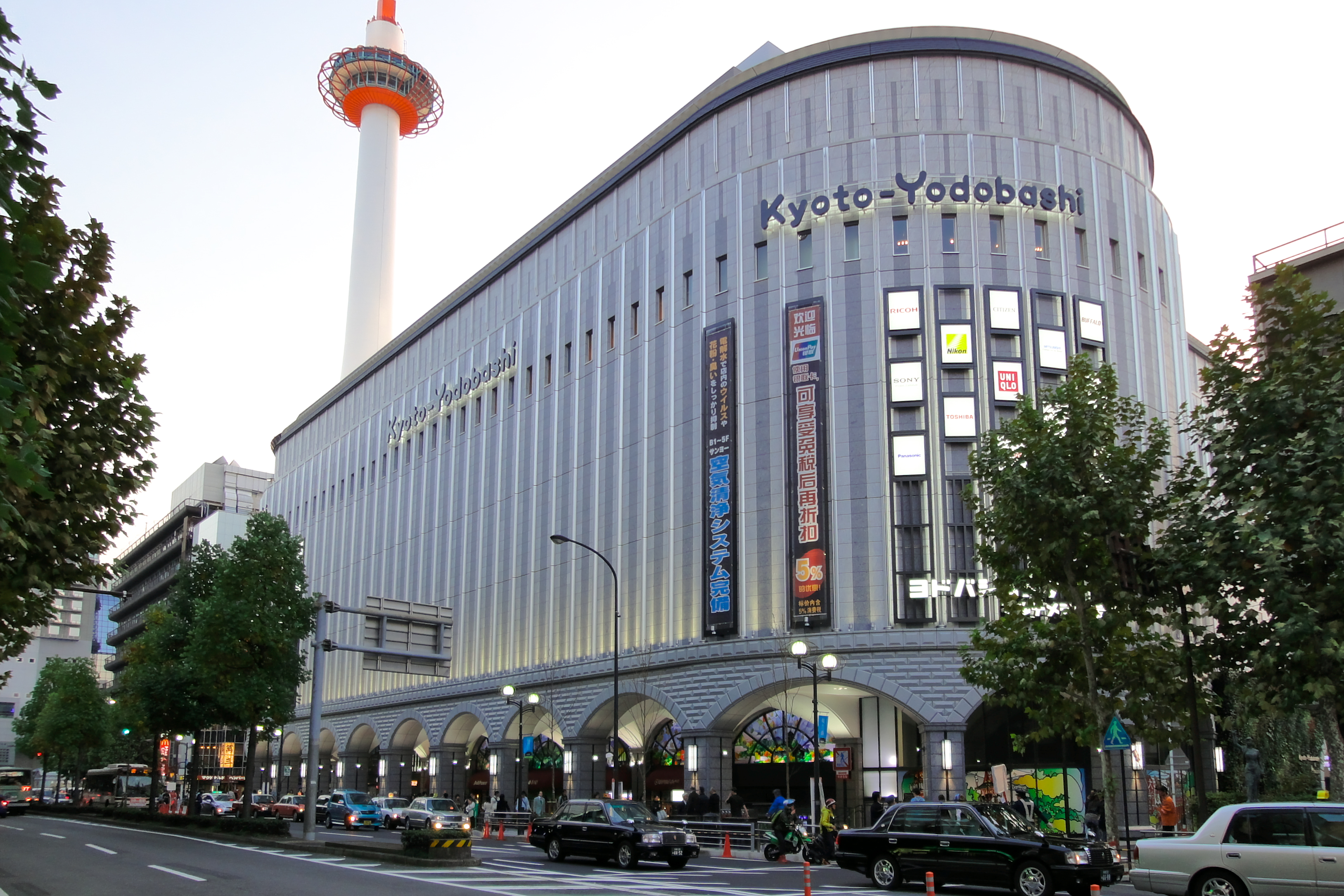
京都住友大廈
- 京都友都八喜
- GOOD NATURE STATION
- COCON KARASUMA
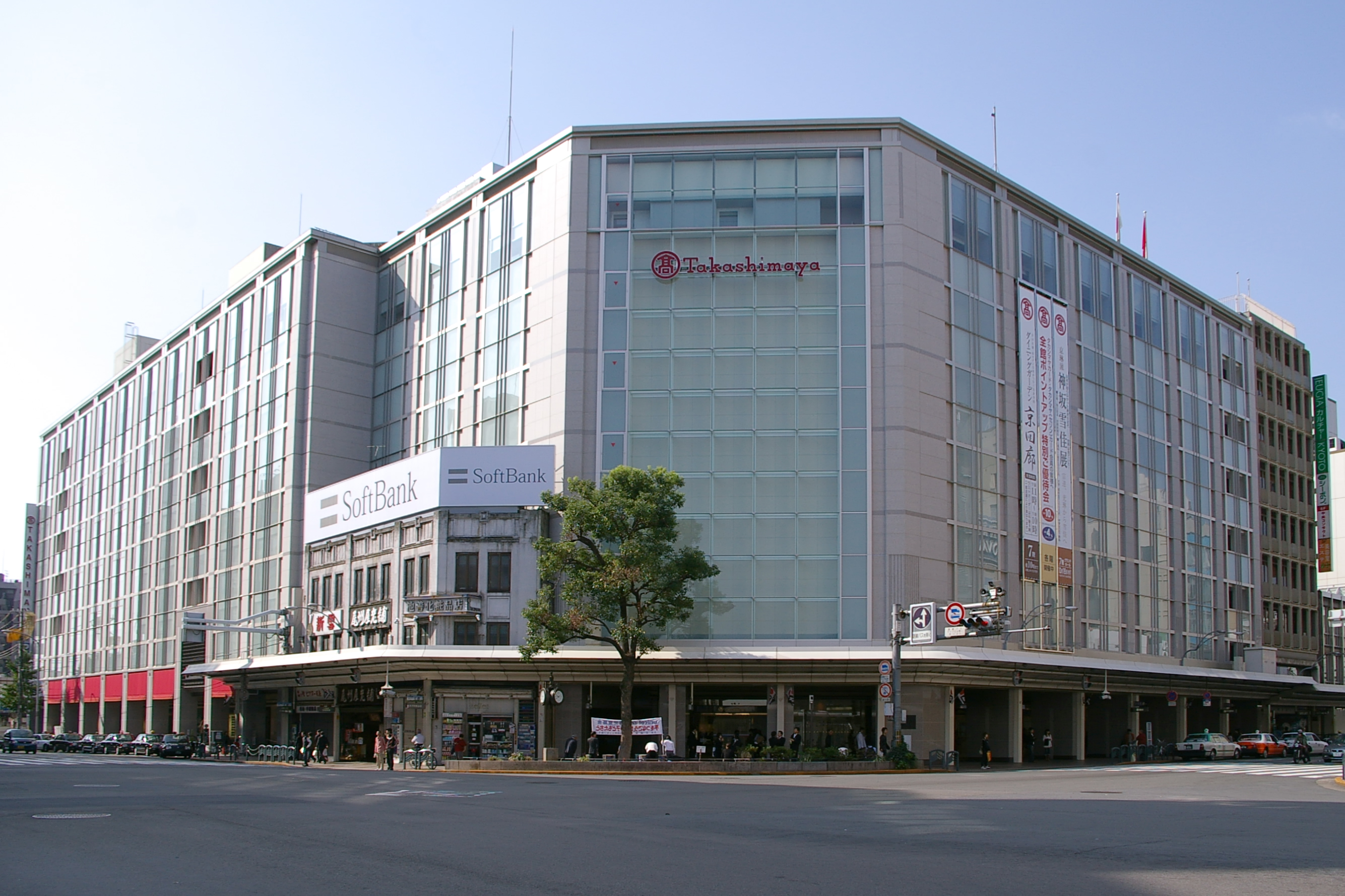
髙島屋京都店
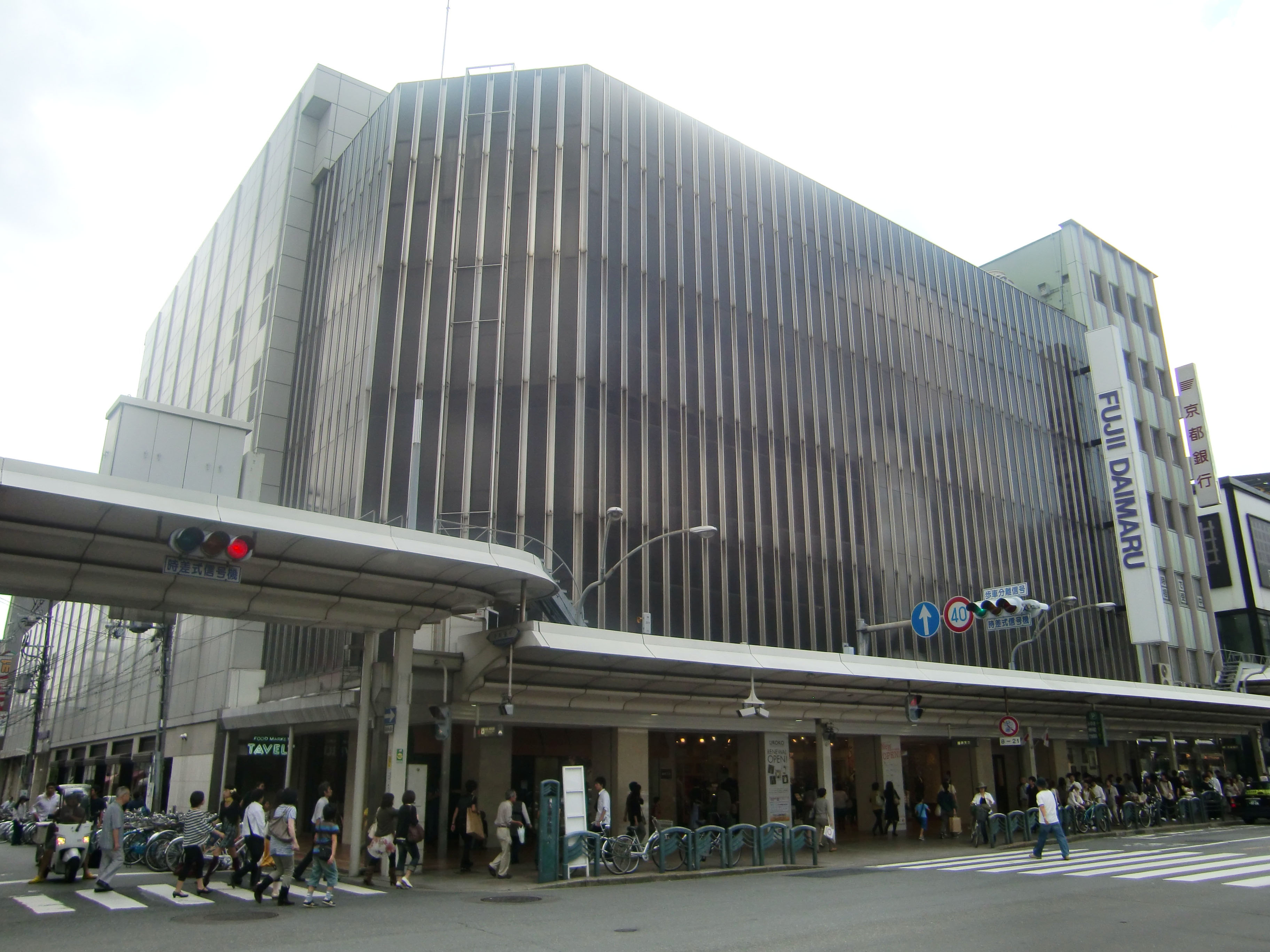
藤井大丸

- 京都河原町花園商場
- 京都友都八喜
- 高島屋京都店
- 藤井大丸

## 教育・研究機關

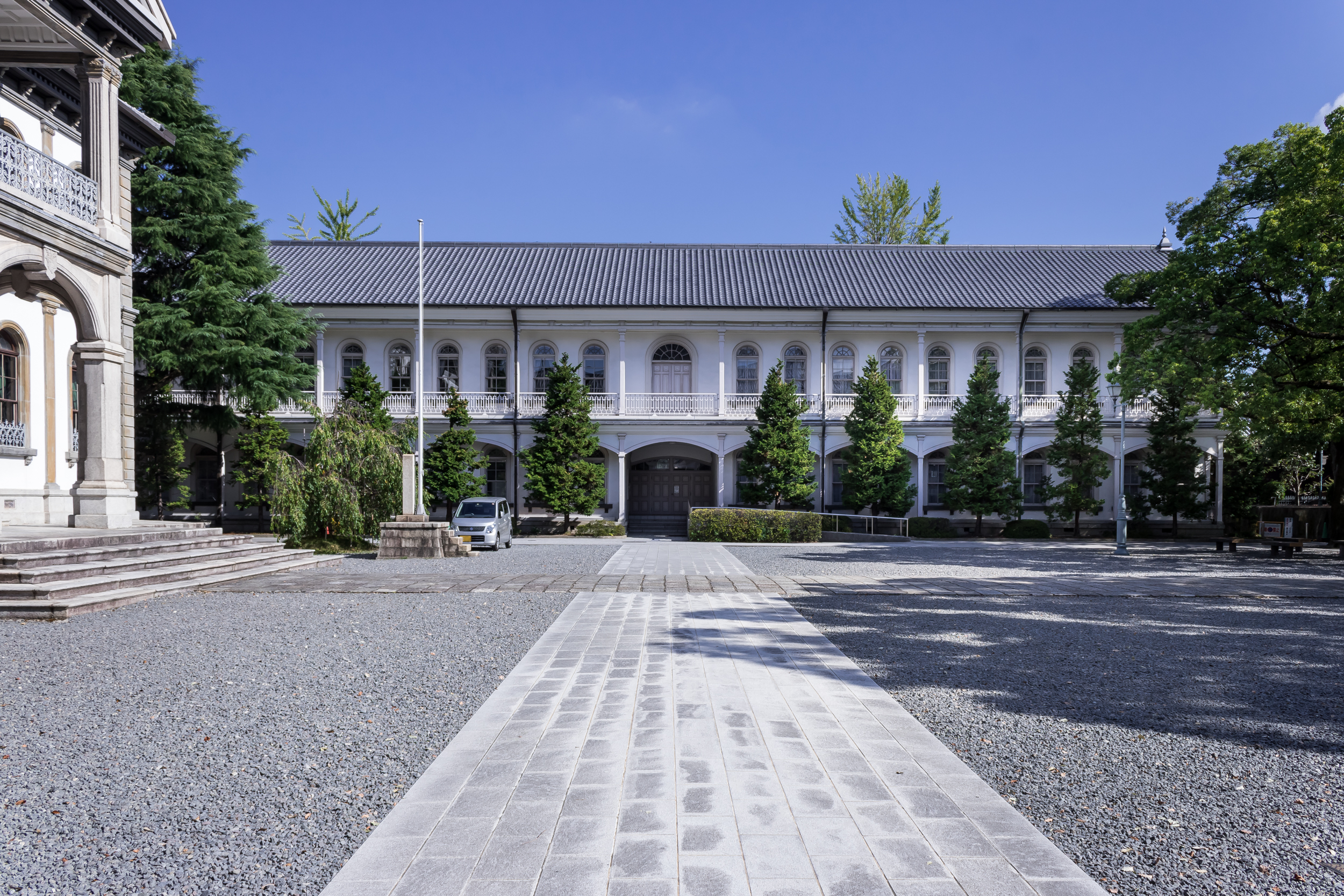
龍谷大學 大宮校舍

### 大学
國公立大學
- 京都藝大 崇仁校區

私立大學
- 龍谷大学 大宮校舍

### 短期大学
私立
- 池坊短期大学

### 專門学校
私立
- 京都IT会計法律專門学校
- 学校法人大原学園

#### 高校
公立
- 京都市立美術工藝高等學校（京都藝大崇仁校區A區內）

私立
- 龍谷大学附屬平安高等学校
- 京都產業大学附屬高等学校

#### 中學
市立
- 京都市立下京中学校
- 京都市立七條中学校
- 京都市立洛友中学校

私立
- 龍谷大学附屬平安中学校
- 京都產業大学附屬中学校

#### 小學
市立
- 京都市立洛央小学校
- 京都市立下京涉成小学校
- 京都市立下京雅小学校
- 京都市立梅小路小学校
- 京都市立光德小学校
- 京都市立七條小学校
- 京都市立西大路小学校
- 京都市立七條第三小学校

## 交通
區內主要道路包括東西向的四條通、五條通、七條通、鹽小路通，南北向的西大路通、千本通、大宮通、堀川通、乌丸通、河原町通。
鐵路京都車站也位於轄內，西日本旅客鐵道東海道本線、山陰本線、奈良線、湖西線、東海旅客鐵道東海道新幹線、近畿日本鐵道京都線、京都市營地下鐵烏丸線在此交會。

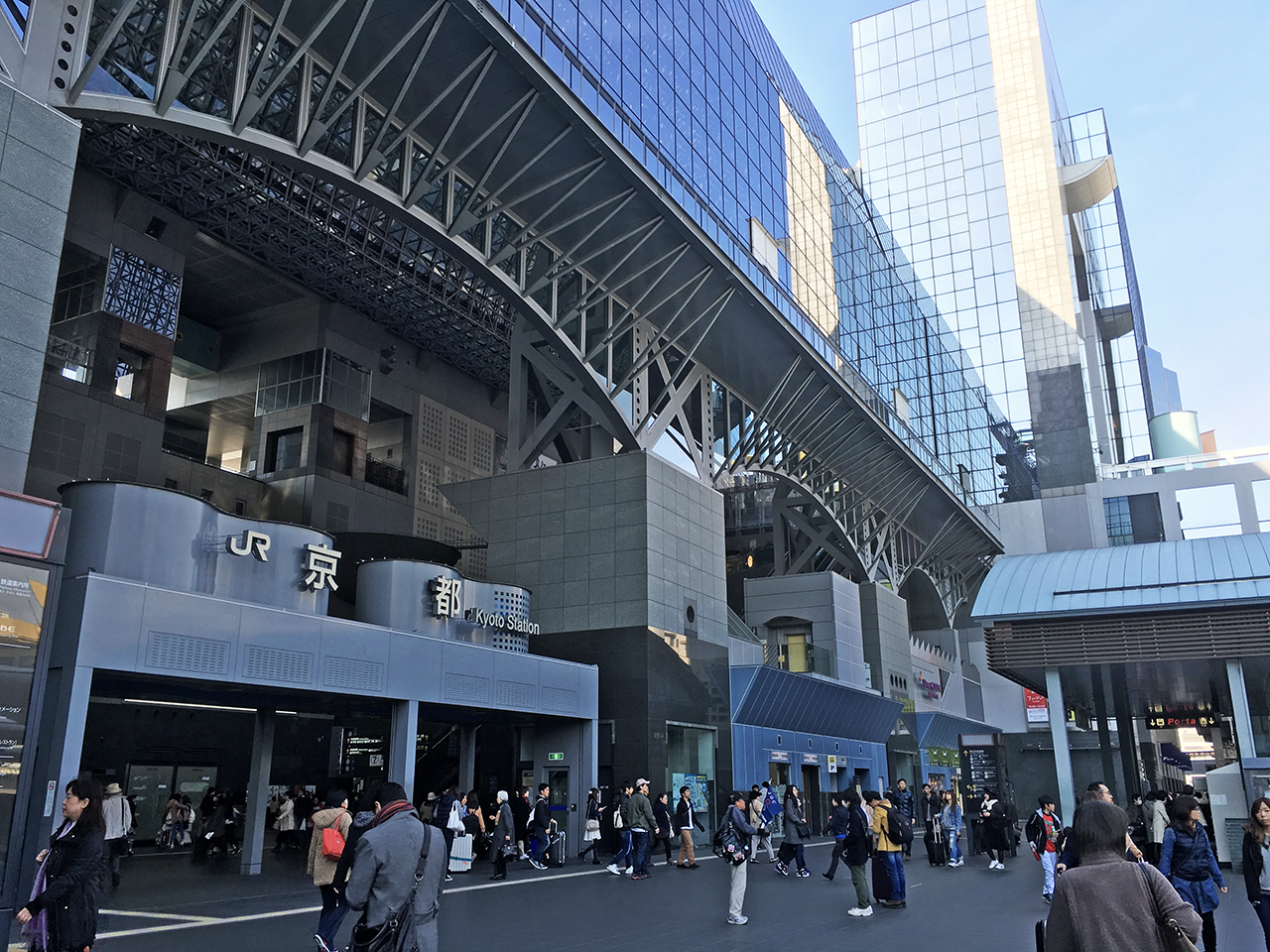
京都站

### 鐵道

#### 新幹線
東海旅客鐵道（JR東海）
- 東海道新幹線：京都站

#### 鐵道路線
西日本旅客鐵道（JR西日本）
- 東海道本線（琵琶湖線・JR京都線）：京都站
- 奈良線：京都站
- 山陰本線（嵯峨野線）：京都站 - 梅小路京都西站 - 丹波口站

近畿日本鐵道
- 京都線：京都站

阪急電鐵
- 京都本線：烏丸站 - 京都河原町站

京都市營地下鐵
- 烏丸線：四條站 - 五條站 - 京都站

京福電氣鐵道
- 嵐山本線：四條大宮站

### 道路

#### 國道
- 国道1号（五條通、堀川通）
- 国道367号（烏丸通）

## 觀光

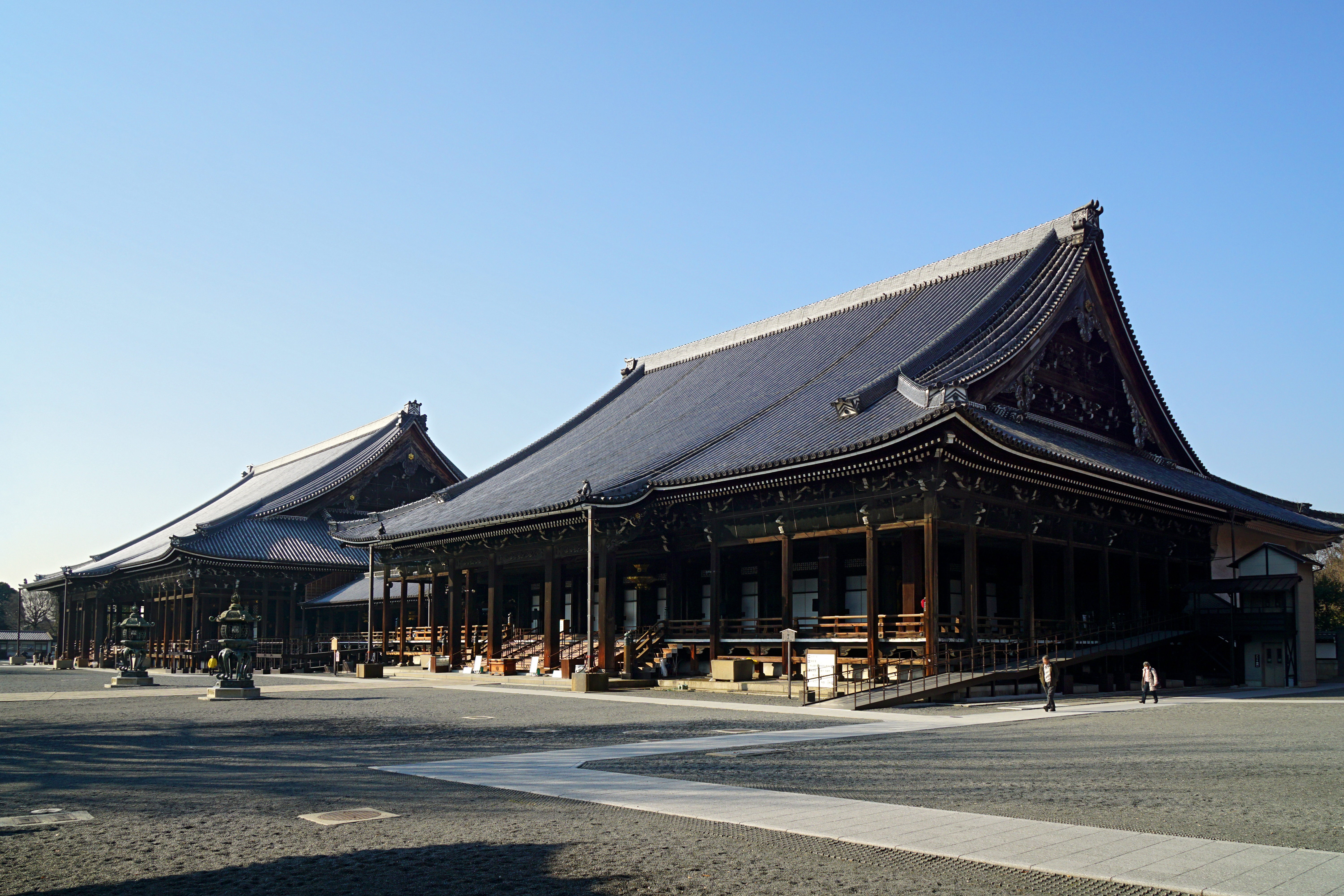
西本願寺（世界遺產）

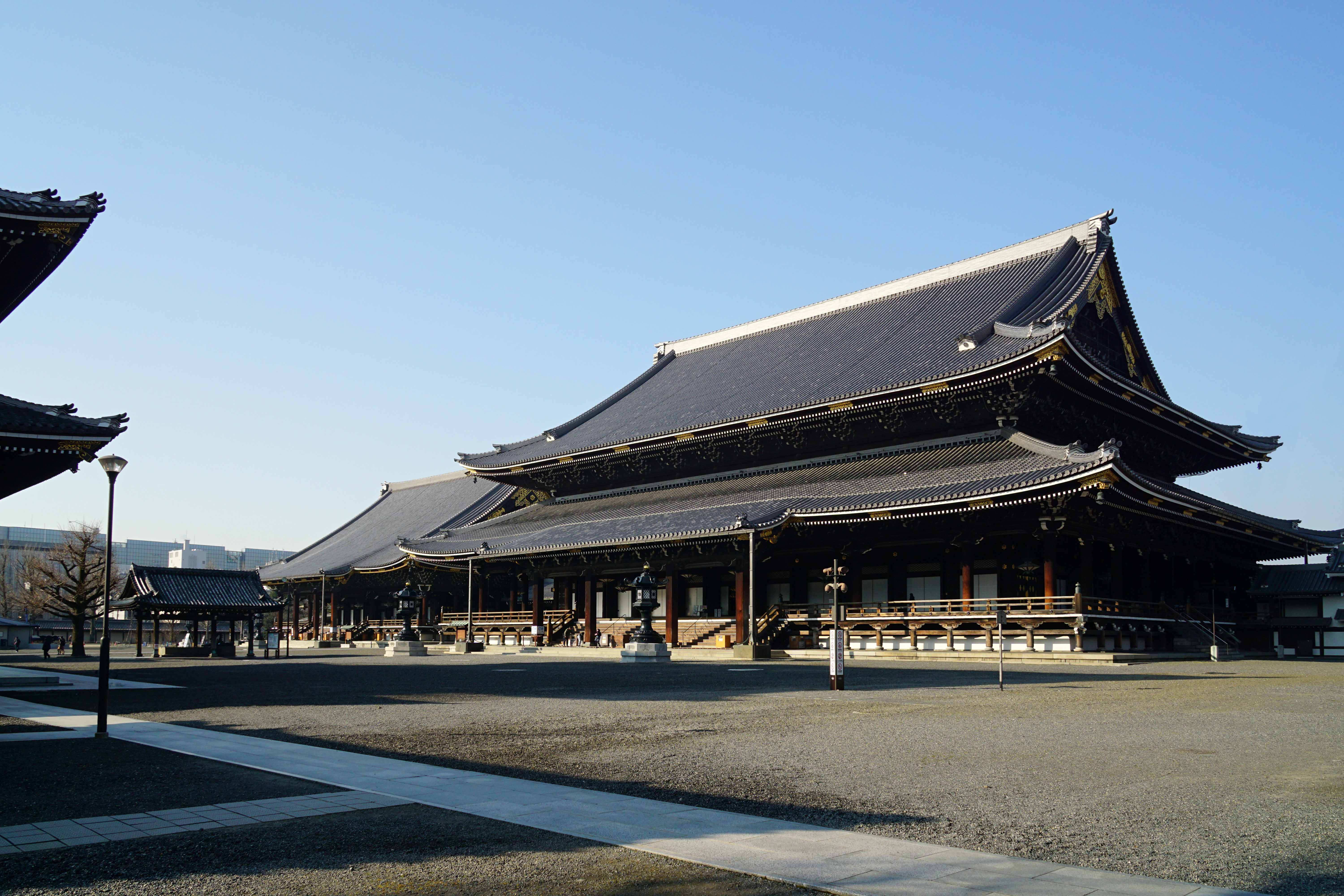
東本願寺

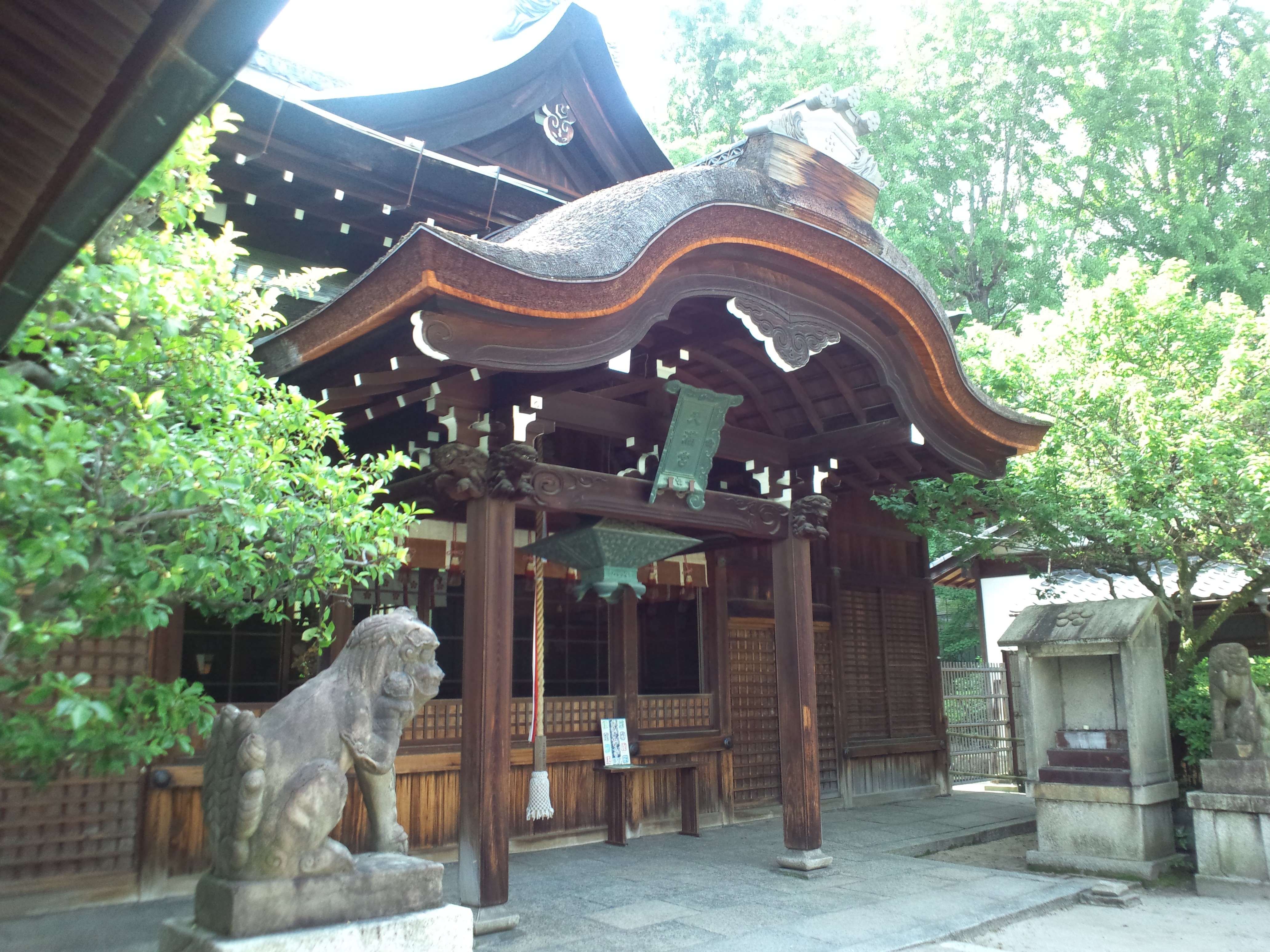
菅大臣神社

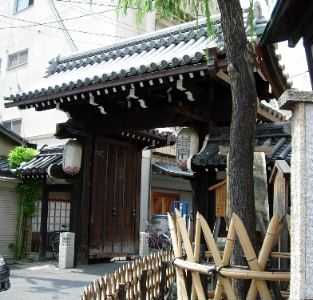
花街 島原

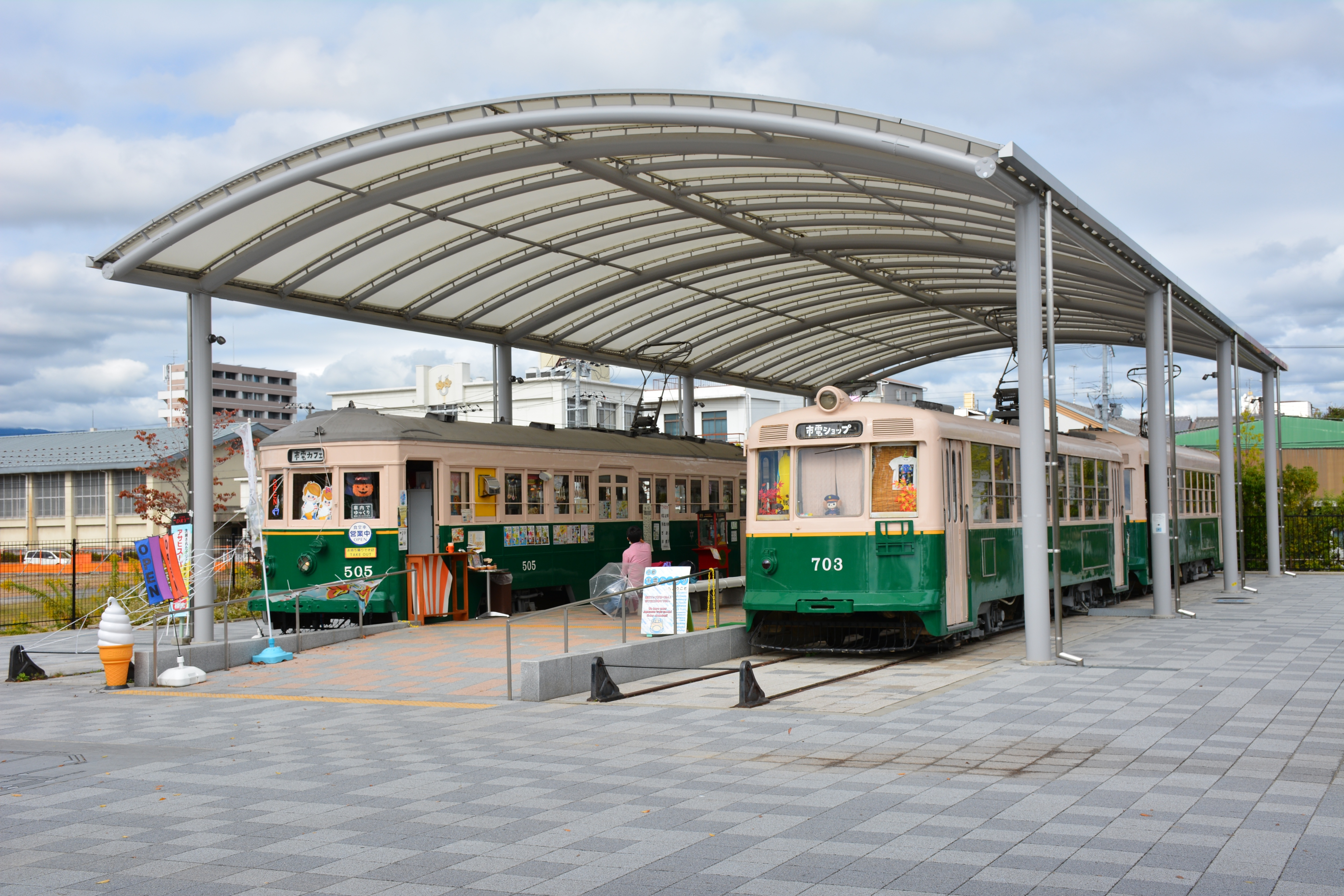
梅小路公園

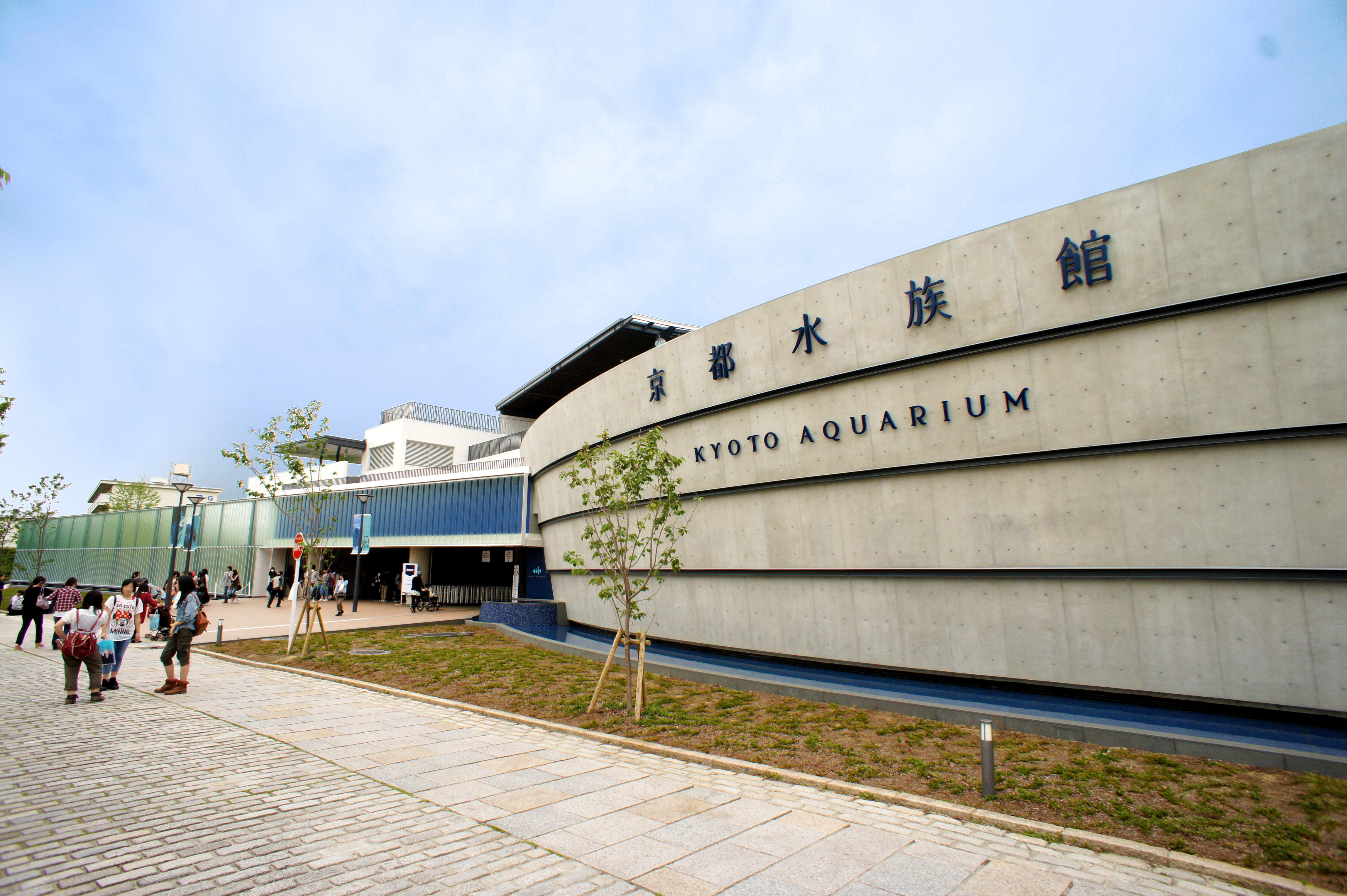
京都水族館

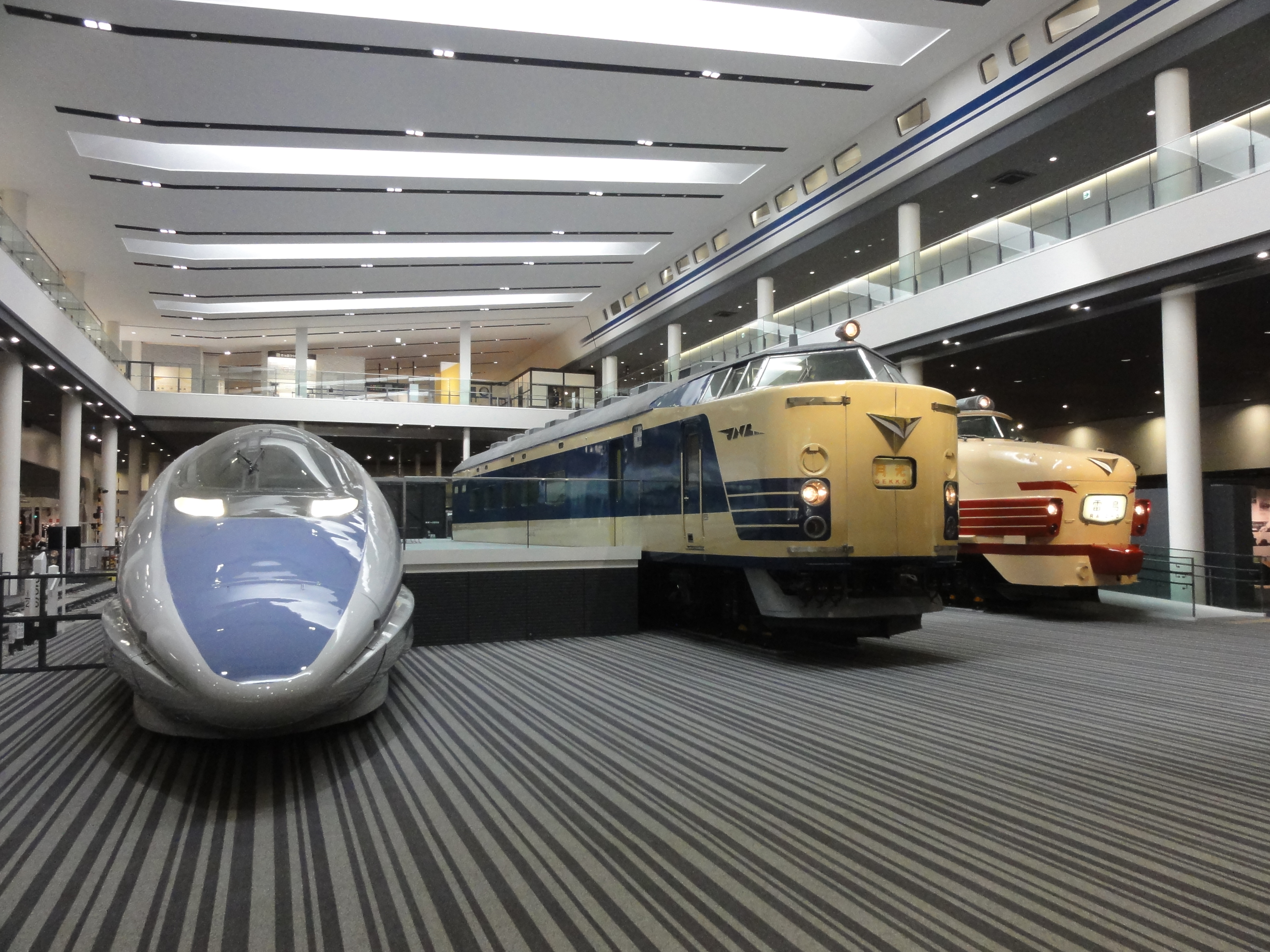
京都鐵道博物館

### 名所・遺跡
寺院
- 興正寺
- 金光寺（市屋道場）
- 金光寺（七條道場）
- 西蓮寺
- 勝光寺
- 莊嚴寺
- 上德寺（世繼地藏）
- 常樂寺
- 瑞雲院 - 有名的染血天花板
- 長圓寺
- 長講堂
- 西本願寺（本願寺） - 世界文化遺產
- 東本願寺（真宗本廟）
- 平等寺
- 佛光寺
- 不動堂明王院
- 蓮久寺

神社
- 文子天滿宮
- 菅大臣神社
- 北菅大臣神社
- 京都神田明神
- 五條天神社
- 神明神社
- 住吉神社
- 廢帝社
- 繁昌神社
- 火除天滿宮
- 平安鴻臚館跡

### 觀光景點
- 梅小路公園
  - 京都鐵道博物館
  - 京都水族館
- 詰所
- 五條大橋
- 京都塔
- 京都站
  - 龍谷博物館
- 花街 島原
- 柳原銀行紀念資料館

## 祭典・活動

### 祭典
- 祇園祭

#### 活動
- 京都音樂博覽會
- JR京都站大階梯賽跑大會

## 著名出身人物
- 上村松園 - 日本畫畫家
- 梅原龍三郎 - 日本洋畫家
- 幸野楳嶺 - 日本畫畫家
- 巨勢小石 - 日本畫畫家
- 野村文舉 - 日本畫畫家
- 金森萬象 - 電影導演
- 遠藤太津朗 - 演員
- 三田寬子 - 藝人
- 目川重治 - 偵探
- 清水直行 - 前職棒選手
- 西脇隆俊 - 政治家
- 施照子 - 台灣日治時期的慈善家

## 外部連結
- （日語） 下京區公所的Facebook專頁